# Calycopis crena
Calycopis crena är en fjärilsart som beskrevs av Johnson, Eisele och Enrique Macpherson 1988. Calycopis crena ingår i släktet Calycopis och familjen juvelvingar. Inga underarter finns listade i Catalogue of Life.